# Martinsenbrekka
Martinsenbrekka ist ein Gletscherhang im ostantarktischen Königin-Maud-Land. In der Heimefrontfjella liegt er westlich des Steenstruphorten an der Südwestseite der Kottasberge.
Wissenschaftler des Norwegischen Polarinstituts benannten ihn 1985. Namensgeber ist der Fischer Aksel Martinsen (1895–unbekannt), der für die Widerstandsbewegung gegen die deutsche Besatzung Norwegens im Zweiten Weltkrieg Waffen aus England nach Norwegen transportiert und schwerer Folter durch die Gestapo widerstanden hatte.